# 琉球警備連隊

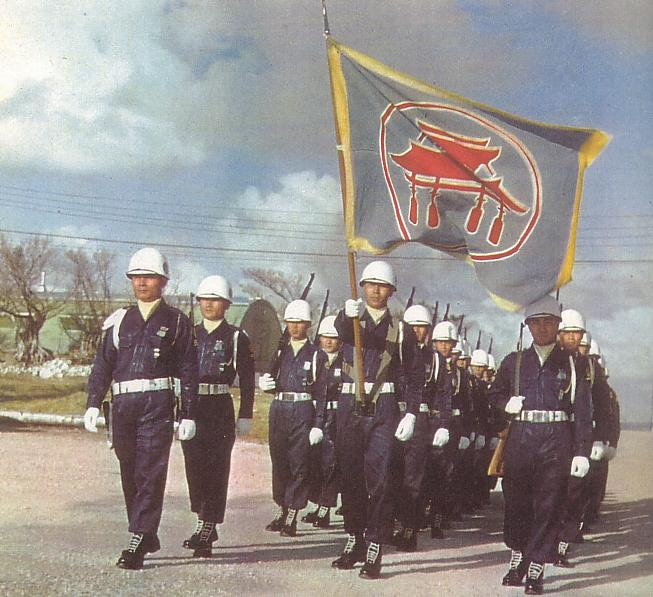
隊旗を掲げ行進する隊員

琉球警備連隊（りゅうきゅうけいびれんたい、Ryukyuan Security Guard Regiment）とは、復帰前の沖縄において、米軍基地の警備を担当する軍雇用員によって構成された部隊である。

## 概要
1950年に発足した「琉球特別警察大隊（Ryukyu Special Police Battalion）」SPが起源である。
従来、米軍基地の警備はアメリカ軍憲兵が担当していたが、日本語が話せない憲兵と英語や奄美方言が話せない訪問者との間でトラブルや時間が多くかかったことから、両言語を解する「橋渡し役」として琉球高等特別警察隊制度が導入された。
1960年に「琉球警備連隊（Ryukyuan Security Guard Regiment）」に改称された。
琉球警備連隊は在琉米陸軍憲兵司令部の指揮下にあり、警備連隊員は約1,000名であった。警備連隊員は拳銃やカービン銃で武装していた。女性隊員もわずかではあるが在籍していた。
隊章は守礼門で、隊旗や制服の記章として用いられた。

## 任務
- 米軍関連施設の保安
- 主要交差点での交通整理
- 在琉米軍憲兵の支援

## 人員
任用試験に合格した警備員はキャンプ桑江にある「琉球警備員訓練所（Ryukyuan Guard's Academy）」に入校し、5～6週間の初任訓練を受けた。
また階級は軍隊式で、連隊長の大佐以下、将校・下士官・兵の区分があった。
沖縄返還に伴い、隊員の身分は「軍雇用員」から「駐留軍等労働者」となり、日本人警備員となった。

## 編制
- 連隊本部（キャンプ桑江）
  - 北部警備大隊…軍道30号線（現主要地方道宜野湾北中城線）以北を管轄
    - A中隊…与那城村・勝連村（現うるま市）内の米軍施設を担当
    - B中隊…美里村（現沖縄市）内の米軍施設を担当
    - C中隊…A中隊・B中隊管轄外の米軍施設を担当
    - D中隊…北部警備大隊管轄地域内の軍用犬巡察を担当

  - 南部警備大隊…軍道30号線（現主要地方道宜野湾北中城線）以南を管轄
    - A中隊…那覇軍港を担当
    - B中隊…牧港補給地区を担当、その他南部警備大隊管轄地域内の軍用犬巡察を担当